# Telegrafistinden paa Station Lonedale
Telegrafistinden paa Station Lonedale er en amerikansk stumfilm fra 1911 af D. W. Griffith.

## Medvirkende
- Blanche Sweet
- George Nichols
- Francis J. Grandon
- Wilfred Lucas